# Keith Armstrong
Keith Thomas Armstrong (Corbridge, Northumberland; 11 de octubre de 1957) es un exfutbolista finlandés de origen inglés que desarrolló su carrera en equipos de la Football League (el Sunderland A. F. C., el Newport County y el Scunthorpe United) y para clubes finlandeses. 
Nacido en Inglaterra, se nacionalizó finlandés a principios de 1990 y desarrolló una extensa carrera como director técnico en el Rovaniemi Palloseura, el TP-Seinäjoki, el F. C. Haka y el HJK Helsinki. Es uno de los entrenadores más exitosos en la Primera División de Finlandia, con cinco títulos de liga, tres Copa de Finlandia y tres premios de entrenador del año en el país.

## Biografía
Armstrong nació en Corbridge, Northumberland. Se desarrolló como juvenil en el Sunderland A. F. C. y debutó en la Second Division tras ingresar en el empate 1-1 de local contra el Cardiff City. Jugó regularmente durante la parte final de la temporada 1977-78, pero en la siguiente estuvo cedido en el Newport County y el Scunthorpe United hasta que fue desvinculado de la institución. Tras trabajar un tiempo en una cervecería firmó con el Newcastle United, pero inmediatamente fue cedido al Oulun Palloseura, con el que jugó por dos años hasta que fue traspasado al Koparit en 1982. Desarrolló su carrera en nueve equipos diferentes de Finlandia y disputó en total 179 partidos de liga y marcó 60 goles, además de ganar tres campeonatos de liga: dos con el Oulun Palloseura en 1979 y 1980 y otro con el F. C. Kuusysi en 1984.  
Ya con treinta y cinco años decidió en 1993 retirarse en el Rovaniemi Palloseura y comenzar su carrera como entrenador en el mismo club. En 1995 se trasladó a la ciudad de Seinäjoki y llevó al equipo local, el TP-Seinäjoki, a la Veikkausliiga. En 1997 aceptó la oferta de dirigir al F. C. Haka, que pasó de estar en la segunda división a conseguir el tricampeonato de la Veikkausliiga. En 1999 recibió su primer premio a Entrenador del Año en Finlandia y el 2000 obtuvo de nuevo el galardón tras conseguir su segundo campeonato con el F. C. Haka.
A finales de 2001 firmó con el HJK Helsinki, con el que ganó la liga el 2002 y el doblete al año siguiente, además de volver a ser condecorado como entrenador del año. Tras solo terminar en la mitad de la tabla en 2004, llevó al equipo a la segunda posición en 2005 y 2006. Fue despedido en septiembre de 2007 cuando a mitad de la temporada el club estaba en la 8.ª posición en la Veikkausliiga.
Además de su labor como entrenador, Armstrong trabajó en la televisión de Finlandia como comentarista y experto en fútbol para Canal+ Scandinavia. También fue parte del cuerpo técnico de Stuart Baxter en la selección nacional finlandesa como ojeador.
Luego de trabajar dos años como director deportivo del SJK Seinäjoki, el 24 de octubre de 2014 fue contratado por el Ilves Tampere para que entrenara al club durante la siguiente temporada. Estuvo en la institución por un año, hasta que el 7 de octubre de 2015 fue despedido luego que, dos días antes, en vez de estar en el partido contra el SJK Seinäjoki presentara la cobertura informativa de la Premier League para el canal MTV3.

## Equipos

### Como futbolista
| Club                 | País       | Año         |
| -------------------- | ---------- | ----------- |
| Sunderland A. F. C.  | Inglaterra | 1977 - 1978 |
| Newport County       | Inglaterra | 1978        |
| Scunthorpe United    | Inglaterra | 1978        |
| Oulun Palloseura     | Finlandia  | 1978 - 1981 |
| Koparit              | Finlandia  | 1982        |
| Oulun Palloseura     | Finlandia  | 1983        |
| F. C. Kuusysi        | Finlandia  | 1984        |
| Kokkolan Palloveikot | Finlandia  | 1985        |
| Kemin Palloseura     | Finlandia  | 1986        |
| Vasa IFK             | Finlandia  | 1987 - 1988 |
| TP-Seinäjoki         | Finlandia  | 1989 - 1990 |
| IFK Mariehamn        | Finlandia  | 1990        |
| Rovaniemi Palloseura | Finlandia  | 1991 - 1992 |

### Como director técnico
| Club                 | País      | Año         |
| -------------------- | --------- | ----------- |
| Rovaniemi Palloseura | Finlandia | 1993 - 1994 |
| TP-Seinäjoki         | Finlandia | 1995 - 1996 |
| F. C. Haka           | Finlandia | 1997 - 2001 |
| HJK Helsinki         | Finlandia | 2002 - 2007 |
| Ilves Tampere        | Finlandia | 2014 - 2015 |
| F. C. Haka           | Finlandia | 2017 - 2018 |

## Palmarés

### Como jugador

#### Campeonatos nacionales
| Título                        | Club             | País      | Año       |
| ----------------------------- | ---------------- | --------- | --------- |
| Primera División de Finlandia | Oulun Palloseura | Finlandia | 1978-79   |
| Primera División de Finlandia | Oulun Palloseura | Finlandia | 1979-80   |
| Primera División de Finlandia | F. C. Kuusysi    | Finlandia | 1983-1984 |

### Como director técnico

#### Campeonatos nacionales
| Título                        | Club         | País      | Año  |
| ----------------------------- | ------------ | --------- | ---- |
| Copa de Finlandia             | F. C. Haka   | Finlandia | 1997 |
| Primera División de Finlandia | F. C. Haka   | Finlandia | 1998 |
| Primera División de Finlandia | F. C. Haka   | Finlandia | 1999 |
| Primera División de Finlandia | F. C. Haka   | Finlandia | 2000 |
| Primera División de Finlandia | HJK Helsinki | Finlandia | 2002 |
| Primera División de Finlandia | HJK Helsinki | Finlandia | 2003 |
| Copa de Finlandia             | HJK Helsinki | Finlandia | 2003 |
| Copa de Finlandia             | HJK Helsinki | Finlandia | 2006 |

### Distinciones individuales
| Distinción                             | Año              |
| -------------------------------------- | ---------------- |
| Entrenador de Fútbol Finlandés del año | 1999, 2000, 2003 |